# Тілламук (Орегон)
Тілламук (англ. Tillamook) — місто (англ. city) в США, в окрузі Тілламук штату Орегон. Населення — 5204 особи (2020).

## Географія
Тілламук розташований за координатами 45°27′22″ пн. ш. 123°50′8″ зх. д. / 45.45611° пн. ш. 123.83556° зх. д. (45.456013, -123.835474).  За даними Бюро перепису населення США в 2010 році місто мало площу 4,41 км², уся площа — суходіл. В 2017 році площа становила 4,90 км², уся площа — суходіл.

### Клімат
Місто знаходиться у зоні, котра характеризується середземноморським кліматом. Найтепліший місяць — липень із середньою температурою 13.9 °C (57 °F). Найхолодніший місяць — січень, із середньою температурою 5 °С (41 °F).
| Клімат Тілламука        | Клімат Тілламука | Клімат Тілламука | Клімат Тілламука | Клімат Тілламука | Клімат Тілламука | Клімат Тілламука | Клімат Тілламука | Клімат Тілламука | Клімат Тілламука | Клімат Тілламука | Клімат Тілламука | Клімат Тілламука | Клімат Тілламука |
| Показник                | Січ.             | Лют.             | Бер.             | Квіт.            | Трав.            | Черв.            | Лип.             | Серп.            | Вер.             | Жовт.            | Лист.            | Груд.            | Рік              |
| Середній максимум, °C   | 9                | 11               | 12               | 14               | 16               | 18               | 19               | 20               | 19               | 17               | 12               | 10               | 14               |
| Середня температура, °C | 5                | 7                | 7                | 9                | 11               | 13               | 14               | 14               | 13               | 11               | 8                | 6                | 9                |
| Середній мінімум, °C    | 1                | 2                | 2                | 4                | 6                | 8                | 9                | 9                | 8                | 5                | 4                | 2                | 5                |
| Норма опадів, мм        | 346              | 283              | 263              | 165              | 116              | 87               | 35               | 39               | 95               | 191              | 341              | 374              | 2335             |
| Днів з опадами          | 22,8             | 18,3             | 21,7             | 18,7             | 15,9             | 12,3             | 7,1              | 6,5              | 9,8              | 16               | 22,7             | 22               | 193,8            |
| Днів зі снігом          | 0                | 0,1              | 0                | 0                | 0                | 0                | 0                | 0                | 0                | 0                | 0,1              | 0                | 0,2              |
| ----------------------- | ---------------- | ---------------- | ---------------- | ---------------- | ---------------- | ---------------- | ---------------- | ---------------- | ---------------- | ---------------- | ---------------- | ---------------- | ---------------- |
| Джерело: Weatherbase    |                  |                  |                  |                  |                  |                  |                  |                  |                  |                  |                  |                  |                  |

## Демографія
Згідно з переписом 2010 року, у місті мешкало 4935 осіб у 2037 домогосподарствах у складі 1192 родин. Густота населення становила 1118 осіб/км².  Було 2248 помешкань (509/км²).
Расовий склад населення:
| - 86,5 % — білих - 1,5 % — корінних американців - 1,1 % — азіатів - 0,8 % — вихідців з тихоокеанських островів - 0,2 % — чорних або афроамериканців - 6,9 % — осіб інших рас |

До двох чи більше рас належало 3,0 %. Частка іспаномовних становила 17,2 % від усіх жителів.
За віковим діапазоном населення розподілялося таким чином: 27,0 % — особи молодші 18 років, 59,0 % — особи у віці 18—64 років, 14,0 % — особи у віці 65 років та старші. Медіана віку мешканця становила 33,7 року. На 100 осіб жіночої статі у місті припадало 93,5 чоловіків;  на 100 жінок у віці від 18 років та старших — 88,5 чоловіків також старших 18 років.
Середній дохід на одне домашнє господарство  становив 43 740 доларів США (медіана — 29 889), а середній дохід на одну сім'ю — 55 725 доларів (медіана — 46 379). Медіана доходів становила 44 079 доларів для чоловіків та 31 383 долари для жінок. За межею бідності перебувало 31,6 % осіб, у тому числі 31,7 % дітей у віці до 18 років та 20,3 % осіб у віці 65 років та старших.
Цивільне працевлаштоване населення становило 1945 осіб. Основні галузі зайнятості: освіта, охорона здоров'я та соціальна допомога — 19,5 %, виробництво — 17,3 %, мистецтво, розваги та відпочинок — 15,7 %.